# Crocidura arispa
Crocidura arispa е вид бозайник от семейство Земеровкови (Soricidae).

## Разпространение
Видът е разпространен в Турция.